# Liste der Bodendenkmale in Päwesin
Die Liste der Bodendenkmale in Päwesin enthält alle Bodendenkmale der brandenburgischen Gemeinde Päwesin und ihrer Ortsteile auf der Grundlage der Landesdenkmalliste vom 31. Dezember 2020.
Die Baudenkmale sind in der Liste der Baudenkmale in Päwesin aufgeführt.
| Gemarkung      | Flur       | Kurzansprache | Nummer | Beschreibung | Bild |
| -------------- | ---------- | --- | ------ | --- | ---- |
| Päwesin (Lage) | 5          | Siedlung slawisches Mittelalter | 30915  | |      |
| Päwesin (Lage) | 5          | Siedlung slawisches Mittelalter | 30916  | |      |
| Päwesin (Lage) | 5          | Siedlung römische Kaiserzeit, Siedlung slawisches Mittelalter, Siedlung Eisenzeit                                                                                     | 30917  | |      |
| Päwesin (Lage) | 5          | Siedlung Urgeschichte | 30918  | |      |
| Päwesin (Lage) | 5          | Siedlung Urgeschichte | 30919  | |      |
| Päwesin (Lage) | 5          | Siedlung römische Kaiserzeit, Siedlung Urgeschichte, Siedlung slawisches Mittelalter                                                                                  | 30920  | |      |
| Päwesin (Lage) | 4          | Rast- und Werkplatz Mesolithikum, Hort Bronzezeit, Siedlung Eisenzeit, Gräberfeld römische Kaiserzeit, Siedlung slawisches Mittelalter, Wüstung deutsches Mittelalter | 30921  | |      |
| Päwesin (Lage) | 1, 2       | Gräberfeld slawisches Mittelalter, Gräberfeld Neolithikum | 30922  | |      |
| Päwesin (Lage) | 175, 1, 2, | Gräberfeld Steinzeit, Siedlung Bronzezeit, Siedlung Eisenzeit, Siedlung slawisches Mittelalter, Siedlung deutsches Mittelalter                                        | 30923  | |      |
| Päwesin (Lage) | 2          | Siedlung slawisches Mittelalter | 30924  | |      |
| Päwesin (Lage) | 1          | Siedlung slawisches Mittelalter, Dorfkern Mittelalter, Siedlung Bronzezeit, Gräberfeld Neolithikum                                                                    | 31132  | |      |
| Riewend (Lage) | 1          | Siedlung Ur- und Frühgeschichte, Dorfkern Neuzeit, Dorfkern deutsches Mittelalter                                                                                     | 30378  | |      |
| Riewend (Lage) | 2          | Siedlung Ur- und Frühgeschichte, Burgwall slawisches Mittelalter, Siedlung slawisches Mittelalter                                                                     | 30605  | Der Burgwall Riewend ist der Burgstall einer ehemaligen slawischen ovalen Hauptburg, die einen Durchmesser von 65 bis 80 Meter hatte. Diese war von einem breiten Graben umgeben. Der Innenraum hatte eine Fläche von etwa 0,4 Hektar. Nordwestlich befand sich eine zur Burg gehörende Siedlung. Der Wall liegt bis zu fünf Meter über den umliegenden Flächen. siehe Burgwall Riewend |      |
| Riewend (Lage) | 2          | Siedlung slawisches Mittelalter, Siedlung Urgeschichte | 30909  | |      |
| Riewend (Lage) | 2          | Siedlung slawisches Mittelalter | 30913  | |      |
| Riewend (Lage) | 2          | Rast- und Werkplatz Mesolithikum | 31239  | |      |